# Lohijärvi (sjö i Nyland)
Lohijärvi är en sjö i Borgå stad i Finland.   Den ligger i landskapet Nyland, i den södra delen av landet, 60 km nordost om huvudstaden Helsingfors. Lohijärvi ligger 40 meter över havet. I omgivningarna runt Lohijärvi växer i huvudsak blandskog. Arean är 15,4 hektar och strandlinjen är 2,91 kilometer lång. Sjön  ingår i Illbyåns huvudavrinningsområde. 